# Broavan
Broavan är en sjö i Bergs kommun i Härjedalen och ingår i Ljungans huvudavrinningsområde.